# Histoire militaire des femmes (livre)
Pour les articles homonymes, voir Histoire militaire des femmes.
Histoire militaire des femmes est un ouvrage de l'historien Édouard de La Barre Duparcq (en) (1819-1894).
Publié en 1873, il est un ouvrage de référence sur la présence des femmes dans les sphères militaires depuis l'Antiquité. Cet ouvrage éclaire une partie de l'Histoire des femmes.

## Sources
1. ↑  Cf. Gallica, BnF